# Linda Williams
Linda Williams, nacida Henriëtte Willems, (Valkenswaard, 11 de junio de 1955) es una cantante holandesa, conocida por su participación en el Festival de la Canción de Eurovisión 1981.  
Williams era una desconocida cuando en 1981 participó con dos canciones en la selección neerlandesa para elegir representante en el Festival de Eurovisión, siendo la sustituta de último minuto para el cantante Oscar Harris, que tuvo que abandonar en último momento. Una de sus canciones, "Het is een wonder" ("Es un milagro") fue la ganadora, por lo que Williams participó en el Festival de la Canción de Eurovisión 1981 que tuvo lugar en Dublín el 4 de abril.  "Het is een wonder" acabó la noche en la octava posición de un total de 20 participantes.
Tras su aparición en Eurovisión, Williams lanzó algunos sencillos que no tuvieron éxito, y pronto volvió al anonimato. De todas formas volvió a Eurovisión en 1999, siendo junto a su hija Eva-Jane, las cantantes que hacían los coros a la representante belga de aquel año, Vanessa Chinitor.